# Ібелін
Ібелін (лат. Ibelin) — колишнє містечко в історичній Палестині (сучасний Ізраїль). Розташоване за 15 км на південний захід від міста Рамла. Лежало на шляху між Яффою і Аскалоном. 1141 року стало центром Ібелінської сеньйорії, підпорядкованої Яффо-Аскалонському графстві Єрусалимського королівства. Родове гніздо Ібелінського дому. 1187 року захоплене мусульманськими силами Салах ад-Діна. Згодом перебувало під владою Мамлюцького султанату й Османської імперії. 4 червня 1948 р. окуповане збройними силами Ізраїлю, які вигнали усе місцеве населення з містечка. Населення в 1945 році — 5,420 осіб.

## Назва
- Ібелін — назва часів хрестоносців.
- Їбна (араб. يبنى‎, Yibna) — арабська назва, відома з ІХ ст.
- Ямнія (лат. Jamnia) — латинська назва римських часів.
- Явне (Jabneh), або Явнеїл (Jabneel) — назва біблійських часів.